# Оссолинский, Юзеф Кантий
Юзеф Ян Кантий Оссолинский (1707 — 18 ноября 1780, Рыманув) — государственный деятель Речи Посполитой, польский магнат, хорунжий надворный коронный (с 1738 года), воевода волынский (1757—1775), староста сандомирский и хмельницкий.

## Биография
Представитель польского магнатского рода Оссолинских герба «Топор». Старший сын подскарбия великого коронного, графа Франтишека Максимилиана Оссолинского (1676—1756) и Катажины Миончинской (ум. 1731).
В 1721 году Юзеф Кантий Оссолинский учился в Краковской академии, в августе 1727 года находился в Париже, где был под присмотром кардинала Андре де Флёри. Его пребывание во Франции было связано с подготовкой к утверждению на польском престоле Станислава Лещинского. Вместе с французским полковником Бледовским в 1729 году прибыл во Вроцлав. В том же самом году при поддержке своего отца Франтишека был избран послом на гродненский сейм от Инфлянт.
Служил комендантом хоругви в пехотном полку артиллерии коронной под командованием Яна Клеменса Браницкого в чине капитана или майора в 1730 году. В 1756 году — ротмистр панцирной хоругви в полку Браницкого.
26 июня 1729 года получил во владение сандомирское и хелминское староства. 13 февраля 1730 года принес торжественную клятву в звании старосты сандомирского.
В 1732 и 1733 годах дважды был избран послом от Черниговского воеводства на сейм в Варшаве. После смерти Августа II Сильного Юзеф Кантий Оссолинский вместе с отцом поддержал кандидатуру Станислава Лещинского на польский королевский престол.
7 июня 1734 года руководил сеймиком Саноцкой земли, который принял решение об организации воеводской милиции. 14 марта 1735 года признал Августа III Веттина новым королём Речи Посполитой.
В 1738 году Юзеф Кантий Оссолинский посетил своего отца в Люневиле (Лотарингия), получив имущество в Варшаве и имения Гарбатка, Тахомин, мебель и дворцы, которые разделил со своим братом Томашем.
С 1738 года Юзеф Кантий Оссолинский, будучи послом, принимал участие в работе парламента по военным вопросам, в том числе требовал вывода русского военного контингента, находившегося на территории Речи Посполитой с 1733 года, добился заявления о нейтралитете во время русско-турецкой войны. 17 декабря 1738 года был назначен хорунжим надворным коронным.
В октябре 1744 года участвовал в работе Гродненского сейма, где был обвинен послом Юзефом Вильчевским, что он вместе с другими послами принял деньги от прусского правительства и добивался закрытия сейма. После этого инцидента потребовал извинения, угрожая сорвать работу сейма. В 1746 и 1750 годах дважды избирался послом на сеймы. В 1757 году при поддержке гетмана великого коронного Яна Клеменса Браницкого Юзеф Кантий Оссолинский был назначен воеводой волынским.
В 1757 году стал кавалером Ордена Белого орла. 7 мая 1764 года подписал манифест, в котором заявлял о незаконности конвокационного сейма, созванного в присутствии русских войск. В 1767 году присоединился к Радомской конфедерации.
После смерти Августа III воевода волынский Юзеф Кантий Оссолинский поддержал просаксонскую партию и выступал против избрания на польский престол Станислава Августа Понятовского, пользовавшегося поддержкой России. В противостоянии с пророссийской партией "Фамилией" потерпел поражение, выступал против вмешательства царского правительства во внутренние дела Речи Посполитой и безуспешно требовал вывода русских войск.
Во время Барской конфедерации (1768—1772) воевода волынский Юзеф Кантий Оссолинский оказывал поддержку восставшим конфедератам деньгами и людьми. Когда Юзеф Оссолинский вернулся в своё имение, он был арестован русскими солдатами и заключен в темницу, где провёл несколько месяцев из-за своих антироссийских манифестов. Вскоре был освобожден и в течение нескольких лет пытался сотрудничать с пророссийской партией, но в 1775 году отказался от должности воеводы волынского и ушел из политической деятельности.
После поражения барской конфедерации и первого раздела Речи Посполитой Юзеф Кантий Оссолинский, несмотря на наличие замков в Дукле и Леско, поселился в Рымануве. В Тахомине возвёл небольшой деревянный дворец.
В 1780 году Юзеф Кантий Оссолинский построил в Рымануве костёл, в котором он и был похоронен.

## Семья
В 1731 году женился на Терезе Стадницкой (ум. 6 мая 1776), владелице замка Леско. Дети:
- Марианна Оссолинская (1731—1802), жена с 1769 года хорунжего великого коронного Юзефа Яна Вандалина Мнишека (1742—1797).
- Юзеф Салезий Оссолинский (1734—1789), староста сандомирский, хмельницкий и соколовский, воевода подляшский
- Максимилиан Гиларий Оссолинский (1734—1791), полковник французской гвардии, староста сандомирский
- Игнацы Оссолинский (1745—1750)
- Анна Тереза Оссолинская (1746—1810), жена с 1760 года кравчего великого коронного Юзефа Потоцкого (1735—1802)